# Xã Moon, Quận Allegheny, Pennsylvania
Xã Moon (tiếng Anh: Moon Township) là một xã thuộc quận Allegheny, tiểu bang Pennsylvania, Hoa Kỳ. Năm 2010, dân số của xã này là 24.185 người.